# 鍾晟
鍾晟（1442年—？），字美宣，廣東廣州府番禺縣人，明朝政治人物。同進士出身。

## 生平
天順六年（1462年）壬午科廣東鄉試第一名。成化二年（1466年）丙戌科會試第二百九名，殿試登進士第三甲第一百零四名。

## 家族
曾祖鍾原亮。祖父鍾彥琛。父亲鍾定。